# Palazzetto Pierleoni

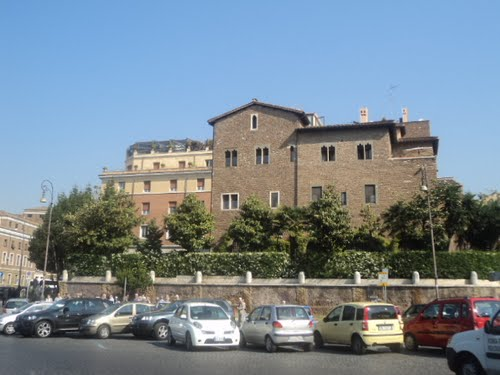
Vista do palácio na Piazza Bocca della Verità

Palazzo Pierleoni ou Palazzetto Pierleoni é um palácio localizado no número 20 da Via di S. Giovanni Decollato, no rione Ripa de Roma, uma região conhecida como Fórum Boário e bem próximo ao Arco de Jano.

## História
Este palácio é a única residência medieval restante dos vários palacetes na "região dos Pierleoni", uma rica família romana de origem judaica, proprietária também da vizinha torre da Ilha Tiberina. Apesar disto, o edifício foi amplamente reformado entre 1935 e 1940 pelo proprietário na época, o arquiteto Antonio Muñoz (1884-1960), o responsável por muitas das "vista imperiais" da Roma de 1930 que levaram à demolição de muitas áreas medievais da cidade para isolar os mais importantes monumentos da Roma Antiga. Entre outras obras, ele foi o responsável pela abertura da Via del Mare (a moderna Via del Teatro di Marcello), que levou à demolição da famosa Piazza Montanara e do Ospizio di Santa Galla e à remodelação completa de toda a área à volta da igreja de Santa Maria in Cosmedin.
Nesta época, Muñoz se mudou para a casa dos Pierleoni, toda construída em tufo, mas que acabou completamente demolida e reconstruída; permaneceram porém as graciosas janelas trifórias e bifórias. Apesar de não gostar da arte barroca, Muñoz manteve no portal principal, no piso térreo, o brasão da família Pierleoni.